# Radeberger Gruppe
Die Radeberger Gruppe KG mit Sitz in Frankfurt am Main ist die größte Brauereigruppe in Deutschland. Sie umfasst rund 60 Biermarken, verteilt in ganz Deutschland. Produziert werden an elf Standorten Bier und alkoholfreie Getränke.

## Geschichte
Mit dem Erwerb der Aktienmehrheit an der Binding-Brauerei durch die Dr. August Oetker KG entstand 1952 die Binding-Gruppe, der für Bier und alkoholfreie Getränke zuständige Geschäftsbereich des Oetker Konzerns. Im Juli 2002 wurde diese in Radeberger-Gruppe umbenannt. Im Jahr 2004 wurde die Unternehmensgruppe Brau und Brunnen ebenfalls vom Oetker Konzern übernommen und in die Radeberger-Gruppe integriert.
Unter dem Gruppendach werden bekannte Marken geführt wie Radeberger Pilsner, Jever, Schöfferhofer Weizen und Selters. Nach eigenen Angaben hat die Radeberger-Gruppe bei einem Absatz von 13 Millionen Hektolitern in Deutschland einen Marktanteil von 15 Prozent (Stand: 2019).
Das Bundeskartellamt verhängte am 2. April 2014 gegen die Radeberger-Gruppe und weitere Brauereien in Deutschland sowie den Verband Rheinisch-Westfälischer Brauereien e. V. Geldbußen wegen verbotener Preisabsprachen bei Bier in Höhe von insgesamt 231,2 Millionen Euro.
Ende 2017 wurde die Marke Bionade an den Getränkehersteller Hassia Mineralquellen verkauft.
Der Hopfenhändler BarthHaas setzte die Radeberger Gruppe mit Stand Ende 2019 auf Platz 23 der 40 größten Brauereigruppen der Welt.

## Standorte

### Brauereien und Firmen
Es können nicht mehr, wie früher üblich, alle Biermarken ihren ursprünglichen Brauereien fest zugeordnet werden. Biermarken ohne Regionalbezug im Namen werden aus Gründen wie Auslastung oder Vermarktungsschwerpunkten teilweise oder vollständig in andere Brauereien der Gruppe verlagert. Ein Teil der bestehenden Marken stammt von Brauereien, die in die Gruppe integriert und später geschlossen wurden.
- Allgäuer Brauhaus, Sitz und ehemalige Brauerei in Kempten (Allgäu), Brauerei in Marktoberdorf-Leuterschach
  - Marken: Allgäuer, Altenmünster, Büble, Teutsch Pils, Fürstabt (Weizen), Norbertus (Bock)
- Altenmünster Brauer Bier, Marktoberdorf
  - Oberdorfer
- Berliner-Kindl-Schultheiss-Brauerei, Berlin
  - Marken: Berliner Kindl, Schultheiss, Berliner Pilsner, Engelhardt Charlottenburger Pilsener, Berliner Bürgerbräu, Märkischer Landmann
- Dortmunder Actien-Brauerei, Dortmund
  - Marken: Kronen, Union, DAB, Brinkhoff’s, Clausthaler, Hansa, Hövels, Ritter, Thier, Schöfferhofer, Stifts, Wicküler, Schlösser Alt
- Freiberger Brauhaus, Freiberg
  - Marken: Freiberger, Freibergisch, Meisterbräu
- Friesisches Brauhaus zu Jever, Jever
  - Marke: Jever
- Hanseatische Brauerei Rostock, Rostock
  - Marken: Rostocker, Mahn & Ohlerich
- Hasen-Bräu Brauereibetriebsgesellschaft, Augsburg
  - Marke: Hasen-Bräu
- Hövels Hausbrauerei, Dortmund
  - Marken: Hövels, Wenkers (Nur Fassbier- und Brausiphon-Abfüllung)
- Krostitzer Brauerei, Krostitz
  - Marke: Ur-Krostitzer
- Leipziger Brauhaus zu Reudnitz, Leipzig
  - Marke: Sternburg
- Radeberger Exportbierbrauerei, Radeberg
  - Marke: Radeberger
- Stuttgarter Hofbräu, Stuttgart
  - Marke: Stuttgarter Hofbräu
- Tucher Privatbrauerei, Nürnberg
  - Marken: Tucher, Binding, Falkenfelser, Grüner, Henninger, Humbser, Hürner, Kloster Scheyern, Lederer Bräu, Losunger, Patrizier, Sebaldus Weizen, Siechen, Zirndorfer

### Lohnbrauereien
Brauereien, die Biermarken der Radeberger Gruppe als Lohnbrau produzieren, selbst aber nicht zur Radeberger Gruppe gehören.
- Cölner Hofbräu P. Josef Früh KG, Köln
  - Marken: Dom Kölsch, Gilden Kölsch, Küppers Kölsch, Sester Kölsch, Sion Kölsch, Peters Kölsch

### Produktion alkoholfreier Getränke
- Selters Mineralquelle Augusta Victoria, Selters an der Lahn (Ortsteil von Löhnberg)

## Ehemalige Standorte

Haus Kölscher Brautradition, Kölsch-Marken der Radeberger-Gruppe

- Binding-Brauerei, Frankfurt am Main (geschlossen seit September 2023)
  - Marken: Binding, Clausthaler, Erbacher, Henninger, Schöfferhofer Weizen
- Haus Kölscher Brautradition, Köln (Braustätte in Köln-Mülheim geschlossen im Herbst 2021)
  - Marken: Dom Kölsch, Gilden Kölsch, Küppers Kölsch, Sester Kölsch, Sion Kölsch, Peters Kölsch

## Marken
Die wichtigsten Biermarken der Radeberger Gruppe sind:
- Büble
- Berliner Pilsner
- Berliner Kindl
- Berliner Bürgerbräu
- Potsdamer Rex Pils
- Binding
- Braufactum
- Brinkhoff’s
- Clausthaler
- Dom Kölsch
- Dortmunder Kronen
- Dortmunder Union
- DAB
- Erbacher Premium Pils
- Freiberger
- Gilden Kölsch
- Hansa Pils und Hansa Kölsch
- Hasen-Bräu
- Henninger
- Hövels Original ehem. Hövels Bitterbier
- Jever
- Kurfürsten Kölsch
- Küppers Kölsch
- Kronsberg Pils
- Mahn und Ohlerich
- Peters Kölsch
- Radeberger
- Rostocker
- Schöfferhofer
- Schlösser Alt
- Schultheiss
- Sester Kölsch
- Sion Kölsch
- Sternburg
- Stuttgarter Hofbräu
- Tucher Bräu
- Ur-Krostitzer
- Wicküler Pils

Daneben vertreibt die Radeberger Gruppe die Marken Krušovice Královský Pivovar,  Guinness- und  Kilkenny-Fass- und Flaschenbier sowie Produkte von Stowford Cider in Deutschland. Die Königliche Brauerei Krušovice in Tschechien, die von 1994 bis 2007 zur Radeberger Gruppe gehörte, wurde im Juni 2007 von Heineken erworben. Der Vertrieb in Deutschland erfolgt aber weiterhin durch die Radeberger Gruppe.
Seit 2015 produziert und vertreibt die Radeberger Gruppe zusätzlich die Produkte aus dem Hause PepsiCo.
Außerdem gehört der Gruppe die Mineralwassermarke Selters.

## Beteiligungen an Getränkefachgroßhandlungen
- DGL Deutsche Getränke Logistik, Lingen (50 % Joint Venture mit Veltins (50 %) hierzu gehören
  - Essmann, Lingen sowie Westdeutsche Getränke Logistik, Westdeutsche Getränke Handel, Dortmund)
- Getränke Hoffmann, Blankenfelde-Mahlow OT Groß Kienitz (100 %)
- Getränke Preuss Münchhagen, Berlin (100 %); (ehemals Bierpark Münchhagen, Blumberg und Fritz Preuss Bier-Import GmbH Berlin)
- Schenker, Senftenberg (100 %)
- ESG Getränke, Kabelsketal (100 %)
- Wigem, Mainz (100 %)
- Helmke, Dresden (100 %)
- Osna & Krause, Osnabrück (100 %)
- Weidlich, Dortmund (100 %)
- Cohrt, Kiel (100 %)
- Botzum, Hanau (100 %)
- Siems, Kaltenkirchen (100 %)
- Schneider & Berger, Freiberg (30 %)
- Getränkeland Heidebrecht, Elmenhorst (15 %)
- Löffelsend & Weincompagny, Potsdam (100 %)
- Otto Pachmayr, Oberhaching (100 %)[7]

## Beteiligungen an Getränkelieferdiensten
Am 30. Oktober 2020 übernahm die Radeberger Gruppe den Getränkelieferanten Flaschenpost. Am 2. Dezember wurde die Übernahme vom Bundeskartellamt freigegeben. Durstexpress wurde daraufhin umgeflaggt und dem 2012 gegründeten Start-Up angegliedert.